# Міндішево
Мінді́шево (рос. Миндишево) — присілок у складі Салаватського району Башкортостану, Росія. Входить до складу Ішимбаєвської сільської ради.
Населення — 304 особи (2010; 304 в 2002).
Національний склад:
- башкири — 98 %